# Celebrity Apprentice (Nederland)
Celebrity Apprentice is een Nederlands televisieprogramma dat uitgezonden werd door Videoland en gebaseerd was op het Amerikaanse programma The (Celebrity) Apprentice. De presentatie van het programma was in handen van Michel Perridon.

## Format
In het programma gaan tien bekende Nederlanders de strijd met elkaar aan om uitgeroepen te worden tot beste ondernemer. Deze kandidaten worden in twee teams verdeeld en moeten één projectmanager aanwijzen. Iedere aflevering moeten zij verschillende opdrachten uitvoeren die beoordeeld worden door ondernemer Michel Perridon die wordt bijgestaan door de ondernemers-zusjes Marie en Julie Reinders. De twee zussen deden zich in de eerste aflevering voor als twee deelnemers, zodat zij Perridon informatie over kandidaten van binnen uit konden geven.
Het team dat het minste geld heeft opgehaald moet op het matje komen bij Perridon. Op dit moment is de projectmanager van het verliezende team gelijk genomineerd voor vertrek en moet diegene twee andere deelnemers uit zijn of haar team aanwijzen die het slechtst gepresteerd hebben en ook genomineerd moeten worden. Hier opvolgend besluit Perridon welke kandidaat 'ontslagen' wordt en het programma moet verlaten. Dit gebeurt iedere aflevering.

## Kandidaten
Halverwege het programma, in aflevering vier, werden Maik de Boer en Euvgenia Parakhina als extra kandidaten toegevoegd. In die aflevering werd er tevens voor de eerste keer twee deelnemers uit het programma "ontslagen".
| Plaats | Kandidaat          | Beroep                                | Team (aflevering 1-3) | Team (aflevering 4-5) | Team (aflevering 6) | Opmerkingen                       |
| ------ | ------------------ | ------------------------------------- | --------------------- | --------------------- | ------------------- | --------------------------------- |
| 1      | Bizzey             | Rapper                                | Catherine's Angels    | Team Positief         | Team Positief       | Winnaar Celebrity Apprentice 2022 |
| 2      | Sjaak              | Rapper                                | Team Positief         | Catherine's Angels    | Catherine's Angels  | Verliezend Finalist               |
| 3      | Maik de Boer       | Stylist                               | -                     | Team Positief         | Catherine's Angels  | Ontslagen in aflevering 7         |
| 3      | Jessie Maya        | Youtuber                              | Catherine's Angels    | Catherine's Angels    | Catherine's Angels  | Ontslagen in aflevering 7         |
| 5      | Justine Marcella   | Journalist en koningshuisdeskundige   | Team Positief         | Team Positief         | Team Positief       | Ontslagen in aflevering 6         |
| 6      | Michella Kox       | Presentatrice en mediapersoonlijkheid | Team Positief         | Team Positief         | Team Positief       | Ontslagen in aflevering 6         |
| 7      | Anouk Hoogendijk   | Voormalig voetbalster                 | Catherine's Angels    | Catherine's Angels    | -                   | Ontslagen in aflevering 5         |
| 8      | Euvgenia Parakhina | Danseres                              | -                     | Catherine's Angels    | -                   | Ontslagen in aflevering 4         |
| 9      | Maxim Hartman      | Presentator en acteur                 | Catherine's Angels    | Catherine's Angels    | -                   | Ontslagen in aflevering 4         |
| 10     | Henk Krol          | Politicus                             | Team Positief         | -                     | -                   | Ontslagen in aflevering 3         |
| 11     | Catherine Keyl     | Presentatrice                         | Catherine's Angels    | -                     | -                   | Ontslagen in aflevering 2         |
| 12     | Rob Geus           | Presentator en kok                    | Team Positief         | -                     | -                   | Ontslagen in aflevering 1         |

## Achtergrond
Op 25 september 2021 maakte ondernemer en multimiljonair Michel Perridon in een interview met De Telegraaf bekend te werken aan een Nederlandse versie van het Amerikaanse televisieprogramma The Apprentice. Twee maanden later, in november 2021, werd bekend dat het zou gaan om de VIPS-editie van het programma en dat het exclusief zou verschijnen op streamingdienst Videoland onder de naam Celebrity Apprentice. Tevens werden gelijk de bekende Nederlanders bekend gemaakt die gaan deelnemen aan het programma.
De eerste aflevering van het programma werd door Videoland uitgezonden op vrijdag 8 april 2022.